# Àl·lia
Àl·lia (grec antic: ῾ο Ἀλίας) és un riu situat a 18 km de Roma, afluent del Tíber pel seu costat esquerre, a unes 11 milles al nord de Roma, on es va lliurar la batalla de l'Àl·lia l'any 387 aC entre els romans i els gals sènons comandats pel cabdill Brennus, que van prendre i destruir la ciutat.
Els romans van recular (18 de juliol) i es van refugiar darrere les muralles de Veïs i els gals van ocupar Roma (que no tenia muralla). Els romans assetjats van comprar la seva retirada al cap de set mesos pagant una forta suma.
Un temps més tard, Tit Quinti Cincinnat Capitolí va lluitar en aquell lloc contra els praenestins i els seus aliats que s'havien aixecat contra Roma, i els va vèncer.